# بخش جایدشت
بخش جایدشت، یکی از بخش‌های شهرستان فیروزآباد در استان فارس ایران است. مرکز این بخش، روستای جایدشت است.

## تقسیمات کشوری
- بخش جایدشت
  - دهستان جایدشت
  - دهستان هایقر

## جمعیت
بر پایه سرشماری عمومی نفوس و مسکن در سال ۱۳۹۵، جمعیت بخش جایدشت برابر با ۱۰٬۷۹۳ نفر بوده است.